# Dialetto pistoiese
Il pistoiese fa parte dei dialetti toscani, più precisamente del gruppo del toscano centrale, anche detto fiorentino.

## Distribuzione geografica
L'area geografica del pistoiese in senso lato comprende i comuni di Pistoia, Serravalle Pistoiese, Lamporecchio, Larciano e parte del comune di Cerreto Guidi (FI), nonché ai comuni di Abetone Cutigliano e di San Marcello Piteglio.
(Vitali, 2020:47)

## Storia
Nei suoi primi documenti il pistoiese presentava «caratteri marcatamente occidentali, più tardi perduti per il doppio influsso del dialetto fiorentino e della lingua».

## Varietà
Vitali distingue più parti del territorio pistoiese: da nord verso sud, «la montagna, la zona collinare e la pianura intorno alla città, la città stessa, il versante sud-occidentale del Montalbano con la pianura adiacente» (Vitali, 2020:48).

## Fonetica e fonologia
La fonetica e la fonologia del dialetto pistoiese sono molti simili al dialetto fiorentino. 

### Consonanti
|                         | Labiovelari | Bilabiali | Labiodentali | Dentali-Alveolari | Postalveolare | Palatali | Velari  | Glottali |
| Nasali                  |             | m         | (ɱ)          | n                 |               | ɲ        | (ŋ)     |          |
| Occlusive               |             | p b       |              | t d               |               | [c] [ɟ]  | k ɡ     |          |
| Affricate               |             |           |              | t͡s d͡z             | t͡ʃ d͡ʒ         |          |         |          |
| Fricative sibilanti     |             |           |              | s z               | ʃ (ʒ)         |          |         |          |
| Fricative non sibilanti |             | (ɸ) (β)   | f v          | (θ) (ð)           |               |          | (x) (ɣ) | (h)      |
| Approssimanti           | [w]         |           |              |                   |               | (j)      |         |          |
| Polivibranti            |             |           |              | r                 |               |          |         |          |
| Monovibranti            |             |           |              | (ɾ)               |               |          |         |          |
| Laterali                |             |           |              | l                 |               | ʎ        |         |          |

I foni contrassegnati tra parentesi tonde non hanno status fonemico.
Il tratto fonetico consonantico più tipico del pistoiese è sicuramente l'affricazione postconsonantica sistematica di /s/, (chiamata 'lisca' da Curzio Malaparte nel saggio Maledetti Toscani, sebbene non corrisponda all'omonimo fenomeno di dislalia), per cui il sole, il sale e l'insalata in pistoiese diventano il zóle, il zale e l'inzalata.
Il pistoiese condivide la distribuzione fiorentina della cosiddetta gorgia o spirantizzazione intervocalica: /p/ passa a [ɸ]; /t/ passa a [θ], /t͡ʃ/ passa a [ʃ], /b/ passa a [β], /d/ passa a [ð], /d͡ʒ/ passa a [ʒ], /g/ passa a [ɣ]. Un discorso lievemente più complesso riguarda l'esito intervocalico di /k/ che può risultare in variazione libera tra [x~h] e il dileguo [∅].
Il pistoiese conserva ancora il passaggio dei nessi /tj/ e /dj/ a /c/ e /ɟ/: es. chièpido per tiepido, ghièci per dieci. Lo scempiamento di rr rimane un tratto rustico. 

### Vocali
| IPA         | Anteriore | Centrale | Posteriore |
| ----------- | --------- | -------- | ---------- |
| Alte        | i         |          | u          |
| Medio-alte  | e         |          | o          |
| Medio-basse | ɛ         |          | ɔ          |
| Basse       |           | ä        |            |

Secondo il fonetista Luciano Canepari, la realizzazione effettiva delle vocali posteriori arrotondate del fiorentino, così come di varî altri dialetti toscani (tra cui il pistoiese), è più centrale rispetto all'italiano standard. La cui trascrizione fonetica AFI corrisponde, dunque, a [ɔ̟], [o̟] e [u̟].
Sebbene il sistema vocalico del pistoiese urbano sia simile al fiorentino, nel pistoiese rustico resistono timbri vocalici più allineati con il lucchese: òra non óra, allòra non allóra, lòro non lóro, nève non néve, stómaco non stòmaco, mónaca non mònaca, mólle non mòlle ("bagnato"), sciópero non sciòpero.
Anche il pistoiese presenta il fenomeno della paragoge: es. sìe per sì, nòe per no, Copitte per Copit.

## Morfologia e sintassi
La morfosintassi del pistoiese è molto simile a quella del fiorentino; tuttavia, ci sono alcuni tratti morfologici e sintattici che distinguono il pistoiese.
L''articolo determinativosingolare maschile è il come in italiano, a differenza del fiorentino i  cui segue la geminazione della consonante successiva: es. pt. il gatto vs. fi. i' (g)gatto. Invece, l'articolo determinativo plurale maschile è li davanti a s impura e davanti a vocale: es. li starnuti, l'olivi anziché gli starnuti, gli olivi.
A differenza del fiorentino, il pistoiese mostra solo il clitico soggetto di II persona singolare: es. té ttu vvòi = "tu vuoi". L'infinito verbale è generalmente apocopato. È particolarmente frequente il suffisso -olo «senza vero significato diminutivo»: es. conigliolo (coniglio), ragnolo (ragno), rinzeccolire (rinsecchire). Nei testi più antichi, queste forme avevano /r/ in luogo di /l/: es. Nieure (Nievole).

## Grafia e testo esemplificativo
Non esiste una grafia ufficiale del dialetto pistoiese. In questo articolo è stata adottata una grafia il più possibile simile all'italiano e fedele alla pronuncia pistoiese, sebbene non stata segnalata completamente la gorgia, ma solo nei casi di spirantizzazione della velare sorda /k/. Sono stati disambiguati solo i timbri delle lettere E ed O, per esempio per distinguere órzo da òrzo. Qui sotto, invece si propone la favola del Vento di Tramontana e del Sole.
«Un dì ssuccèsse che 'l Vènto di Tramontana e 'l Zóle hominciarono a litiga', perchéne ognun de' due voléa èssere più fforte di ell'altro. A un cèrto punto videro un viaggiatore he camminava avvòlto in un mantèllo. Allòra i du' litiganti dissero he avrebbe vinto hello he riusciva a ffa' llevare 'l mantello al viaggiatore. 
Il Vènto di Tramontana hominciò a ssoffia' fforte, ma ppiù cche ssoffiava più il viaggiatore si stringéa 'l mantello, tanto he alla fine al pòvero Vènto gli toccò arrèndersi. Allòra 'l Zóle si féce vede' nel cièlo. Pòo dópo 'l viaggiatore, che sentiva caldo, si levòe 'l mantello. Cosìe alla Tramontana gli toccò rrihonoscere he 'l Zóle èra più fforte di lèi.»